# 29e division d'infanterie (Empire allemand)
Pour les articles homonymes, voir 29e division d'infanterie.
La 29e division d'infanterie est une unité de l'armée allemande qui participe à la Première Guerre mondiale. Au déclenchement du conflit, elle forme avec la 28e division d'infanterie le 14e corps d'armée, elle est chargée d'une mission de couverture et de défense de l'Alsace. Au cours du mois d'août, la division est transférée en Lorraine où elle combat à Morhange, à Charmes et autour de Nancy. La 29e division est ensuite transférée dans les Flandres et combat en 1915 à la bataille d'Artois, puis est ensuite déplacée en Champagne.
Au cours de l'automne 1916, la 29e division est engagée dans la bataille de la Somme. En 1917, la division est localisée en Champagne et participe à la bataille des monts de Champagne avant de combattre à Verdun. En avril 1918, la division est engagée dans les offensives de printemps de l'armée allemande et combat au nord du mont Kemmel avant de prendre part aux combats défensifs de l'été et de l'automne dans un premier temps sur le front de l'Aisne puis en Artois. À la fin du conflit, la division est rapatriée en Allemagne où elle est dissoute au cours de l'année 1919.

## Première Guerre mondiale

### Composition

#### Temps de paix, début 1914
- 57e brigade d'infanterie (Fribourg-en-Brisgau)

113e régiment d'infanterie (Fribourg-en-Brisgau)
114e régiment d'infanterie (Constance)
- 58e brigade d'infanterie (Mulhouse)

112e régiment d'infanterie (de)
142e régiment d'infanterie (Mulhouse) et (Müllheim)
- 84e brigade d'infanterie (Lahr)

169e régiment d'infanterie (Lahr), (Villingen-Schwenningen)
170e régiment d'infanterie (Offenbourg), (Donaueschingen)
- 29e brigade de cavalerie (Mulhouse)

22e régiment de dragons (Mulhouse)
5e régiment de chasseurs à cheval (Mulhouse)
- 29e brigade d'artillerie de campagne (Fribourg-en-Brisgau)

30e régiment d'artillerie de campagne (Rastatt)
76e régiment d'artillerie de campagne (Fribourg-en-Brisgau)

#### Composition à la mobilisation - 1915
- 57e brigade d'infanterie

113e régiment d'infanterie
114e régiment d'infanterie
- 58e brigade d'infanterie

112e régiment d'infanterie
142e régiment d'infanterie
- 84e brigade d'infanterie

169e régiment d'infanterie
170e régiment d'infanterie
- 29e brigade d'artillerie de campagne

30e régiment d'artillerie de campagne
76e régiment d'artillerie de campagne
- 22e régiment de dragons
- 1re compagnie du 14e bataillon de pionniers

#### 1916
- 57e brigade d'infanterie

113e régiment d'infanterie
114e régiment d'infanterie
- 58e brigade d'infanterie

112e régiment d'infanterie
142e régiment d'infanterie
- 29e brigade d'artillerie de campagne

30e régiment d'artillerie de campagne
76e régiment d'artillerie de campagne
- 5e régiment de chasseurs à cheval
- 1re compagnie du 14e bataillon de pionniers

#### 1917
- 58e brigade d'infanterie

112e régiment d'infanterie
113e régiment d'infanterie
142e régiment d'infanterie
- 29e commandement d'artillerie divisionnaire

30e régiment d'artillerie de campagne
- 4 escadrons du 5e régiment de chasseurs à cheval
- 1re compagnie du 14e bataillon de pionniers

#### 1918
- 58e brigade d'infanterie

112e régiment d'infanterie
113e régiment d'infanterie
142e régiment d'infanterie
- 29e commandement d'artillerie divisionnaire

30e régiment d'artillerie de campagne
9e bataillon du 9e régiment d'artillerie à pied de réserve
- 4 escadrons du 5e régiment de chasseurs à cheval
- 1re compagnie du 14e bataillon de pionniers

### Historique
Au déclenchement du conflit, la 29e division d'infanterie forme avec la 28e division d'infanterie le 14e corps d'armée.

#### 1914
- 2 - 10 août : action de couverture devant la trouée de Belfort. Engagée à partir du 7 août dans la bataille de Mulhouse, repli organisé puis contre-attaque à partir du 9 août qui repousse les unités françaises sur leurs positions de départ.
- 10 - 19 août : passage sur la rive droite du Rhin, puis transport par V.F. vers Saverne, mouvement vers la frontière lorraine.
- 20 - 22 août : engagée dans la bataille de Morhange.
- 23 août - 14 septembre : engagée successivement dans les batailles de la trouée de Charmes et du Grand Couronné. Les pertes sont importantes la division est retirée du front pour être réorganisée.
- 14 septembre - 3 octobre : en ligne occupation d'un secteur vers l'ouest de Pont-à-Mousson.
- 4 - 9 octobre : retrait du front, transport par V.F. dans la région de La Bassée et Ablain-Saint-Nazaire, engagée dans la bataille d'Arras.
- 10 octobre 1914 - 13 juin 1915 : occupation et organisation d'un secteur sur le plateau de Notre-Dame de Lorette. Durant l'hiver les pertes de la division sont importantes[n 1].

mars 1915 : la 84e brigade d'infanterie est détachée de la 29e division pour intégrer la 52e division d'infanterie nouvellement formée.
8 - 13 mai : engagée dans la bataille de l'Artois avec de lourdes pertes.
15 - 25 mai : retrait du front, repos dans la région de Lens, Pont-à-Vendin et Hénin-Beaumont.
25 mai - 13 juin : engagée à nouveau dans la bataille de l'Artois, occupation d'un secteur vers Souchez, fond de Buval, château de Carleul.

#### 1915
- 13 - 18 juin : retrait du front, transport par V.F. en Champagne au nord-est de Reims.
- 18 juin - 10 novembre : occupation d'un secteur entre la route reliant Sillery à Beine-Nauroy et Prosnes.

en septembre : la 29e division transfert un bataillon du 113e régiment d'infanterie pour combattre à la bataille de Champagne.
19 - 20 octobre : les 112e et 142e régiments d'infanterie participe sans succès à une attaque aux gaz entre le fort de la Pompelle et Prosnes.
- 10 - 23 novembre : retrait du front, repos.
- 23 novembre 1915 - 4 octobre 1916 : en ligne, occupation d'un secteur dans la région de Tahure, Butte du Mesnil. Actions locales sans pertes importantes.

#### 1916
- 4 octobre 1916 - 15 février 1917 : retrait du front, engagée dans la bataille de la Somme à l'est de Cléry-sur-Somme, puis organisation et occupation du terrain. Le 114e régiment d'infanterie est transféré à la 212e division puis à la 199e division[2].

31 janvier 1917 : les régiments initialement à quatre bataillons sont réduits à trois bataillons, les hommes des bataillons supprimés complètent les effectifs des unités restantes.

#### 1917
- 15 février - 1er avril : retrait du front, transport au nord de Saint-Quentin. La division participe à l'organisation de la ligne Hindenburg.
- 1er - 17 avril : retrait du front, repos dans la région de Rethel.
- 17 - 20 avril : engagée dans la bataille des monts de Champagne dans le secteur de Beine-Nauroy et du mont Cornillet, la division subit de lourdes pertes.
- 20 avril - 10 mai : retrait du front ; repos et réorganisation de la division avec l'arrivée d'hommes de la classe 1918 et d'hommes en provenance du 626e régiment d'infanterie dissout[3].
- 10 mai - 15 juin : occupation d'un secteur du front entre Tahure et la Butte du Mesnil.
- 15 juin - 10 juillet : retrait du front ; repos et instruction dans la région de Vouziers et d'Attigny.
- 11 juillet 1917 - 1er avril 1918 : mouvement et occupation de secteurs dans la région de Verdun. À partir du 12 juillet, occupation d'un secteur dans le bois d'Avocourt.

17 juillet : attaque française sur le bois d'Avocourt, la division accuse de fortes pertes.
1er août : contre-attaque allemande pour reconquérir le terrain perdu le 17 juillet.
20 août - 20 septembre : engagée dans la bataille de Verdun à l'ouest de la cote 304. La division subit de fortes pertes.
6 octobre - 30 décembre : mouvement de rocade, occupation d'une partie du front sur la rive droite de la Meuse dans le secteur de la cote 344.
janvier - avril 1918 : occupation d'un secteur dans la région de Beaumont-en-Verdunois.

#### 1918
- 1er - 25 avril : relève par la 19e division de remplacement ; à partir du 6 avril repos dans la région de Montmédy et de Virton.
- 25 - 30 avril : transport par V.F. par Sedan, Charleville, Namur, Bruxelles et Courtrai puis mouvement vers Wervik et repos à partir du 27 avril[3].
- 1er - 15 mai : relève de la 56e division d'infanterie et engagée dans les derniers jours de la bataille de la Lys au nord du mont Kemmel, les pertes de la division dues à l'artillerie sont très importantes.
- 16 mai - 14 juin : relevée par la 8e division d'infanterie ; repos au nord de Courtrai[4].
- 15 juin - 15 juillet : relève de la 49e division de réserve et occupation d'un secteur vers Langemark.
- 15 - 25 juillet : relevée par la 49e division de réserve ; repos dans la région de Roulers[4].
- 25 juillet - 1er août : transport par V.F. dans la région de Laon, vers Chavignon, puis transport par camions vers la Vesle.
- 1er août - 8 septembre : occupation d'un secteur à l'est de Fismes, puis repli devant la poussée des troupes alliées le long de l'Aisne vers Maizy à partir du 31 août.
- 8 - 15 septembre : retrait du front ; repos dans la région de Laon.
- 15 septembre - 1er octobre : occupation d'un secteur au nord de l'Aisne vers Allemant ; puis retraite à partir du 24 septembre derrière le canal de l'Ailette à l'est de Anizy-le-Château et de Chavignon.
- 1er - 6 octobre : retrait du front, transport par V.F. et camions de Laon vers Fresnoy-le-Grand ; occupation d'un secteur du front dans cette région.
- 6 - 31 octobre : 7 et 8 octobre attaques françaises, la division est contrainte de se replier sur Fonsomme et Seboncourt.

13 octobre : relève par la 81e division de réserve.
18 octobre : engagée dans la région de Ribeauville.
- 1er - 11 novembre : poursuite du repli par Fesmy-le-Sart et Prisches en direction de Avesnes-sur-Helpe. Après la fin de la guerre, la division est transférée en Allemagne où elle est dissoute au cours de l'année 1919.

## Chefs de corps
| Grade           | Nom                            | Date                                |
| --------------- | ------------------------------ | ----------------------------------- |
| Generalleutnant | Adolf von Glümer               | 1er juillet 1871 - 7 mars 1873      |
| Generalleutnant | Emil von Woyna                 | 8 mars 1873 - 14 août 1876          |
| Generalleutnant | Karl von Scheffler             | 15 août 1876 - 12 décembre 1881     |
| Generalleutnant | Rudolf von Bercken (de)        | 13 décembre 1881 - 2 novembre 1885  |
| Generalleutnant | Ludwig von Petersdorff (de)    | 3 novembre 1885 - 18 septembre 1888 |
| Generalleutnant | Eberhard von Mantey (de)       | 19 septembre 1888 - 15 février 1892 |
| Generalleutnant | Albert von Schleinitz (de)     | 16 février 1892 - 10 avril 1893     |
| Generalleutnant | Frédéric II de Bade            | 11 avril 1893 - 26 janvier 1897     |
| Generalmajor    | Ernst von Bülow                | 27 janvier - 30 août 1897           |
| Generalleutnant | Moritz von Bissing             | 1er septembre 1897 - 17 mai 1901    |
| Generalleutnant | Joseph von Fallois (de)        | 18 mai 1901 - 3 avril 1907          |
| Generalleutnant | Emil von Schickfuß und Neudorf | 4 avril 1907 - 21 mars 1910         |
| Generalleutnant | Berthold Deimling              | 22 mars 1910 - 31 mars 1913         |
| Generalleutnant | August Isbert (de)             | 1er avril 1913 - 3 août 1916        |
| Generalmajor    | Hermann von der Heyde (de)     | 4 août 1916 - 6 août 1918           |
| Generalmajor    | Richard von Berendt (de)       | 7 août - 10 décembre 1918           |